# Pachylemur
Pachylemur és un gènere extint de lèmurs gegants de la família dels lemúrids que visqueren a Madagascar com a mínim fins ben entrat el primer mil·lenni. Els seus parents més propers són els lèmurs de collar del gènere Varecia. Se n'han descrit dues espècies, P. insignis i P. jullyi, encara que podria ser que en fossin una de sola. De vegades són coneguts com a lèmurs de collar gegants. Malgrat que tenien les dents i l'esquelet semblants als dels seus parents vivents, eren de constitució més robusta i tres o quatre vegades més grossos.